# Dirk Moritz
Dirk (Moritz) Weiermann (* 1. März 1979 in Mechernich) ist ein deutscher Theater-, Film- und Fernsehschauspieler.

## Leben
Moritz absolvierte von 2000 bis 2003 eine Schauspielausbildung am Zentrum für Bewegung, Schauspiel und Tanz in Köln. Im Fernsehen war er in Serien wie Verbotene Liebe, Alarm für Cobra 11 – Die Autobahnpolizei und Die Kommissarin zu sehen. Einen größeren Bekanntheitsgrad erlangte er durch die Rolle des Lennard Albers in der ARD-Telenovela Rote Rosen, die er in den Folgen 353 bis 824 verkörpert hat. In der Serie Lena – Liebe meines Lebens stellte er den Eric Gercke dar. Zudem war er in der ARD-Soap Verbotene Liebe in der Rolle des Daniel Fritzsche zu sehen, die zuvor bereits von Markus Prinz gespielt wurde. Dort lernte er auch seine aktuelle Lebenspartnerin Renée Weibel kennen, mit der er zeitweise auch in der Serie ein Liebespaar verkörperte. 2018 bekam das Paar sein erstes Kind.
Am 2. Oktober 2017 wurde offiziell bekannt, dass Moritz bei der RTL-Serie Alles was zählt einsteigt. Dort war er von Mitte Oktober 2017 bis Anfang 2018 in einer Nebenrolle zu sehen.

## Filmografie (Auswahl)
- 2001: Das erste Mal (Fernsehfilm)
- 2002: Die Kommissarin (Fernsehserie)
- 2002: Fünf (Kinofilm)
- 2003: Niedrig und Kuhnt – Kommissare ermitteln (Fernsehserie, 2 Folgen)
- 2003: Suche impotenten Mann fürs Leben (Kinofilm)
- 2004: Heute ist Morgen (Kinofilm)
- 2004–2012: Verbotene Liebe (Fernsehserie)
- 2005, 2011: Alarm für Cobra 11 – Die Autobahnpolizei (Fernsehserie)
- 2005: Die Spezialisten (Fernsehserie)
- 2008–2010: Rote Rosen (Fernsehserie)
- 2009: Within the Whirlwind (Kinofilm)
- 2010: Lena – Liebe meines Lebens (Telenovela)
- 2011: Die Rosenheim-Cops – Hochzeit mit Hindernissen
- 2012: Küstenwache – Zerstörte Träume (Fernsehserie)
- 2014: Let’s Dance (Tanz-Live-Show)
- 2014: Die Rosenheim-Cops – Thors Hammer
- 2015: Heldt (Fernsehserie, Folge Summ mir das Lied vom Tod)
- 2017–2018: Alles was zählt
- 2019: Die Rosenheim Cops – Ein unliebsamer Mitbewohner